# Menhir de Lann-ar-Peulven
Le menhir de Lann-ar-Peulven  est un menhir situé à Trédrez-Locquémeau, dans le département français des Côtes-d'Armor.

## Description
Le menhir est constitué d'un bloc en granite de Trédrez de forme parallélépipédique. Il mesure 4,95 m de hauteur. Il comporte plusieurs fissures d'érosion depuis son sommet.